# حورية الشمراني
حورية حمدان الشمراني، من مواليد 14 يوليو 2004 بجدة، هي لاعبة كرة قدم سعودية، تلعب بمركز الدفاع، انضمت للمنتخب السعودي للسيدات سنة 2023.